# Grijsbandwinterkoning
De grijsbandwinterkoning (Campylorhynchus megalopterus) is een zangvogel uit de familie Troglodytidae (winterkoningen).

## Verspreiding en leefgebied
Deze soort is endemisch in Mexico en telt 2 ondersoorten:
- C. m. megalopterus: centraal Mexico.
- C. m. nelsoni: het zuidelijke deel van Centraal-Mexico.